# Keltologie
Die Keltologie ist eine Wissenschaft, die sich mit der Geschichte, den Sprachen und Literaturen sowie der Kultur keltischer Völker und ihrer Nachfahren von der Hallstattzeit bis zur Gegenwart beschäftigt. Dazu gehört auch das Studium der noch heute in Irland, Schottland, Wales und der Bretagne gesprochenen keltischen Sprachen.
Keltistik ist ein anderer Begriff für das Fach Keltologie. Er war im 19. Jahrhundert im deutschsprachigen Raum gebräuchlich, wird heute jedoch kaum noch verwendet. Als Keltikum (früher: Celticum, Plural: Celtica) bezeichnet man ein literarisches oder künstlerisches Werk mit keltischem Bezug. Der Fachbegriff Keltizität (englisch celticity) will einen keltischen Ursprung besonders hervorheben. Die Keltologen heißen auch Keltisten.

## Geschichte
Die Keltologie ist vor allem aus der vergleichenden und historischen Sprachwissenschaft entstanden, die sich ab dem Ende des 18. Jahrhunderts in Europa etablierte. Der Brite Sir William Jones hatte 1786 anhand von Ähnlichkeiten des Lateinischen, des Altgriechischen und des Sanskrit erstmals öffentlich die Verwandtschaft der indogermanischen Sprachen postuliert. Auch die Sprach- und Literaturforschungen der Brüder Grimm haben die Keltistik deutlich befruchtet. Aufgrund einiger grammatischer Besonderheiten wurden die keltischen Sprachen jedoch erst im Laufe des 19. Jahrhunderts fest zu den indogermanischen Sprachen gerechnet.
Im 19. Jahrhundert erschienen zahlreiche Bücher zur Geschichte der Celten. Sie begründeten die Keltologie. Zu nennen sind hier zum Beispiel:
- Johann Kaspar Zeuß: Die Deutschen und die Nachbarstämme. Bei Ignaz Joseph Lentner, München 1837 (Digitalisat)
- Lorenz Diefenbach: Celtica. 2 Bände, Stuttgart 1839–1841
- Lorenz Diefenbach: Origines Europaeae. Frankfurt am Main 1861
- Adolf Holtzmann Celten und Germanen. Stuttgart 1855
- Heinrich Bernhard Christian Brandes: Das ethnographische Verhältnis der Kelten und Germanen. Leipzig 1857; Online
- Heinrich Leo: Vorlesungen über die Geschichte des deutschen Volks und Reiches. Verlag Eduard Anton, 5 Bände, Halle an der Saale 1854–1867
- Franz Josef Mone: Celtische Forschungen zur Geschichte Mitteleuropas. Verlag Herder, Freiburg im Breisgau 1857
- Martin Theodor Contzen: Die Wanderungen der Celten. Leipzig 1861

### Keltologie im deutschsprachigen Raum
Als Gründer der deutschen Keltologie gilt Johann Kaspar Zeuß (1806–1856). Sein Ruhm basiert vor allem auf seinem monumentalen, auf Lateinisch verfassten Werk Grammatica Celtica (Band 1 1851, Band 2 1853), in dem er vor allem das altirische und mittelwalisische Material sichtete und bewertete sowie die Zugehörigkeit der keltischen Sprachen zu den indogermanischen Sprachen plausibel machte. Zeuß betrieb für sein Werk ein enormes Studium der originalen Quellen, die bis dahin nur wenig erforscht waren. 1847 wurde er Professor für Sprachwissenschaft in München.
Bis zur Mitte des 19. Jahrhunderts wurden keltologische Forschungen vor allem von Sprachwissenschaftlern anderer Forschungszweige „mitbetrieben“. Anfangs war dies vor allem Franz Bopp (1791–1867), der durch seine Darlegungen zur indogermanischen Ursprache die vergleichende Sprachwissenschaft quasi begründete. Bopp bewies zudem die Zugehörigkeit der keltischen Sprachen zum Indogermanischen. Von 1821 bis 1864 war er in Berlin Professor für orientalische Literatur und allgemeine Sprachwissenschaft.
In der zweiten Hälfte des Jahrhunderts ist der Indologe Ernst Windisch (1844–1918) zu nennen, der ab 1877 an der Universität Leipzig einen Lehrstuhl für Sanskrit innehatte, jedoch auch wichtige keltologische Publikationen veröffentlichte. Im Jahre 1901 wurde der Indologe und Keltologe Heinrich Zimmer (1851–1910) an der damaligen Friedrich-Wilhelms-Universität zu Berlin erster Professor für keltische Sprachen in Deutschland. 1911 wurde Kuno Meyer (1858–1919) sein Nachfolger, der neben seiner umfangreichen Publikationstätigkeit auch enge Beziehungen zur irischen Unabhängigkeitsbewegung unterhielt.
Der wohl bis heute wichtigste deutschsprachige Keltologe ist jedoch der Schweizer Rudolf Thurneysen (1857–1940), ein Schüler von Windisch und Zimmer. 1887 übernahm er den Lehrstuhl für Vergleichende Sprachwissenschaft in Freiburg im Breisgau, im Jahre 1913 den in Bonn. Sein besonderes Verdienst besteht neben der Erfassung und Bearbeitung einer Vielzahl altirischer Rechtstexte in seinem Hauptwerk, dem Handbuch des Altirischen (1909). Dieses bildet in seiner 1939 überarbeiteten, englischsprachigen Fassung, A Grammar of Old Irish, immer noch die Grundlage für das Studium des Altirischen.
In Berlin übernahm 1920 Julius Pokorny die Berliner Professur für keltische Sprachen, der diese 1935 trotz nationalistischer Gesinnung und katholischen Glaubens wegen seiner jüdischen Vorfahren räumen musste. Pokorny ging in die Schweiz und lehrte erst ab 1955 wieder in Deutschland, und zwar in München. In Berlin folgte ihm 1937 Ludwig Mühlhausen, der gleichermaßen begabt wie überzeugter Nazi war.
Nach dem Zweiten Weltkrieg fand die deutschsprachige keltologische Forschung vor allem in Westdeutschland und Österreich statt, hier besonders in Freiburg, Bonn, Marburg, Hamburg und Innsbruck. Jedoch wurde nirgends eine eigenständige gewidmete Professur für Keltologie eingerichtet. Als bedeutende Namen sind vor allem Hans Hartmann, Heinrich Wagner und Wolfgang Meid zu nennen, die wissenschaftliche Bedeutung weit über die Grenzen des Sprachraums hinaus erlangten. In der DDR wurde ab etwa 1966 der Berliner Lehrstuhl wieder eingerichtet, jedoch nie fest besetzt.
Heute wird das Fach im deutschsprachigen Raum nur noch an wenigen Universitäten gelehrt, in Bonn, Marburg und Wien, jedoch weiterhin als Teil der allgemeinen oder vergleichenden Sprachwissenschaft. In Freiburg im Breisgau, Hamburg und Berlin finden seit den 1990er Jahren keine keltologischen Forschungen mehr statt. Der einzige gewidmete Lehrstuhl für Keltologie in Deutschland (an der Humboldt-Universität zu Berlin) wurde 1997 abgeschafft. In Marburg und Bonn lässt sich Keltologie als Teilfach im Bachelor studieren. Zudem gibt es in Marburg einen eigenständigen Masterstudiengang Keltologie (M.A. Keltologie) sowie das Promotionsfach Keltologie.

### Keltologie im Rest Europas und in Übersee
Außerhalb des deutschsprachigen Raums und der britischen Inseln wurde und wird Keltologie vor allem in verschiedenen Teilen Europas und in den USA gelehrt. Doch auch in Japan gibt es eine aktive Keltologie.
In Europa entwickelte sich die Keltologie des späten 19. Jahrhunderts außer in Deutschland und auf den britischen Inseln vor allem in Frankreich und Skandinavien. Später kamen Länder wie Spanien, Italien, die Niederlande, Russland und Polen hinzu.

## Teilgebiete
Einige der Teilgebiete sind eng mit verwandten Forschungsdisziplinen verzahnt, so dass nicht alle der genannten Gebiete als „rein keltologisch“ anzusehen sind.
- Gesamtkeltisch
  - Siedlungsgeschichte
  - Interaktion mit anderen Völkern
  - Erarbeitung des Sprachenstammbaums bzw. anderer Verwandtschaftsmodelle (noch immer nicht abschließend geklärt)
  - Sprachwissenschaft
    - innerkeltisch vergleichend
    - innerhalb der Indogermanistik
    - Sprachtypologie

  - Religionswissenschaft
    - regionale Besonderheiten
    - vergleichende Religionswissenschaft

  - Rezeptions- und Ideologiegeschichte („Keltomanie“ u. ä. Phänomene)
  - Wissenschaftsgeschichte: Geschichte der Keltologie
- Festlandkeltisch
  - Archäologie
  - Klassisches Quellenstudium (Kontakte zu Römern und Germanen)
  - Sprache (inkl. der Entzifferung der verwendeten Schriftzeichen, größtenteils abgeschlossen, sowie Interpretation der oft lückenhaften Texte)
  - Anthropologie/Ethnologie (wenig betrieben)
- Inselkeltisch
  - Archäologie
  - Sprachwissenschaft
    - Einzeldarstellung
    - vergleichende Darstellung (innerkeltisch, allgemein)
    - Einzelsprachgeschichte
    - Sprachkontakte
    - Situationen der heutigen Minderheitensprachen
    - möglicher Sprachtod/Wiederbelebung

  - Literaturwissenschaft
    - Mittelalter (vor allem Irland, Wales, Bretagne)
    - Neuzeit (je nach Land etwa 15/16.–19. Jahrhundert)
    - moderne Literaturen (20./21. Jahrhundert)

  - Geschichte der „keltisch“ sprechenden Volksgruppen auf den britischen Inseln

## Keltologen
Bekannte Keltologen sind Helmut Birkhan, Barry Cunliffe, Patrizia de Bernardo Stempel, Gerhard Dobesch, Léon Fleuriot, Miranda Aldhouse-Green, Raimund Karl, Venceslas Kruta, Bernhard Maier, Wolfgang Meid, Kuno Meyer, Ludwig Mühlhausen, Holger Pedersen, Herbert Pilch, Erich Poppe, Aaron M. Griffith, Pádraig Ó Riain, Rudolf Thurneysen, Leo Weisgerber und Heinrich Zimmer. Außerdem traten nach Ansicht von Johann Kaspar Zeuß (1806–1856) als Keltologen noch Henri Gaidoz, Joseph Vendryes, Marie Henri d’Arbois de Jubainville und Douglas Hyde hervor.

## Wichtige Zeitschriften
- Zeitschrift für celtische Philologie, gegr. 1897, Halle (Saale)/Tübingen
- Keltische Forschungen, gegr. 2006, Wien
- Ériu. Founded as the Journal of the School of Irish Learning, Dublin
- Celtica. Journal of the School of Celtic Studies, gegr. 1949, Dublin
- Studia Hibernica, Dublin
- Éigse, Dublin
- Journal of Celtic Linguistics, gegr. 1992, Cardiff
- The Bulletin of the Board of Celtic Studies, gegr. 1921, Cardiff; 1993 mit Studia Celtica zusammengeführt
- Studia Celtica, gegr. 1966, Cardiff
- Cambrian Medieval Celtic Studies, vor 1993 Cambridge Medieval Celtic Studies, Aberystwyth
- Cornish Studies, gegr. 1993, Tremough
- Proceedings of the Harvard Celtic Colloquium, Cambridge (Massachusetts)
- Etudes Celtiques, gegr. 1936, Paris
- Revue Celtique, gegr. 1870, Paris
- Studia Celtica Japonica, neu gegr. 1988